# Sint-Cosmaspriorij (La Riche)

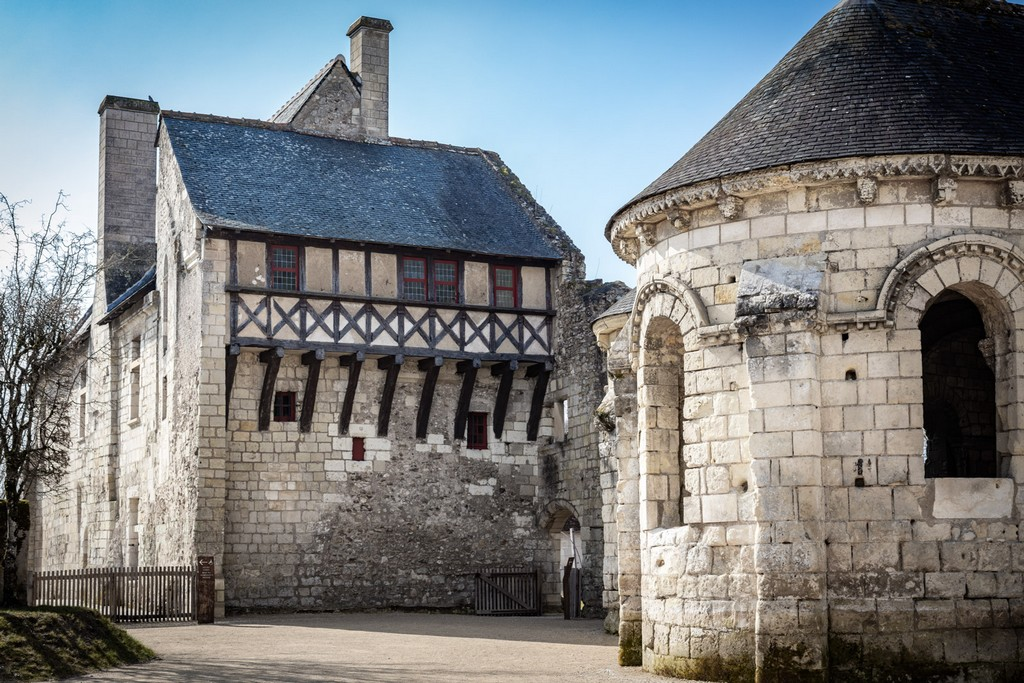
Priorhuis en kloosterkerk

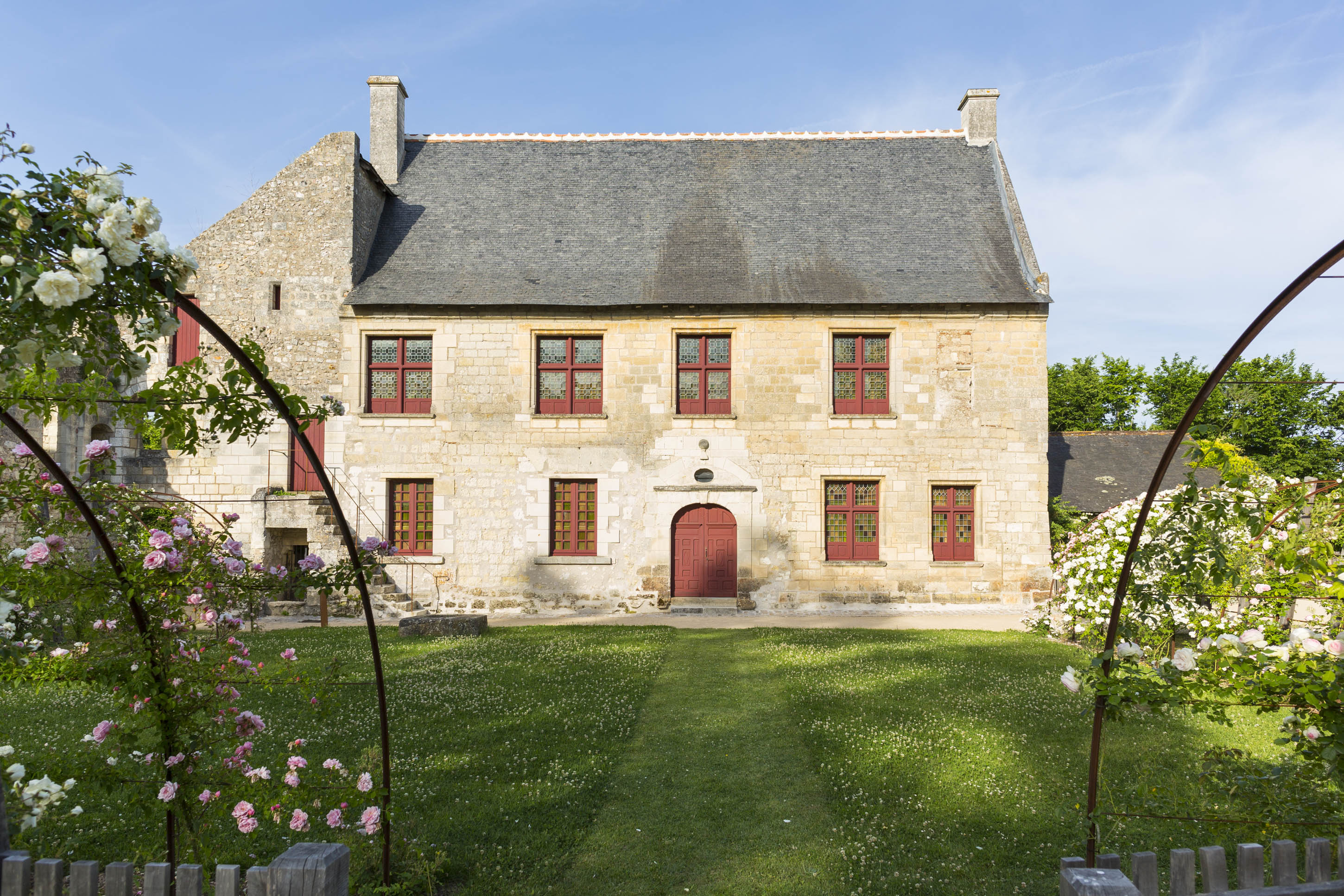
Voorgevel van priorhuis

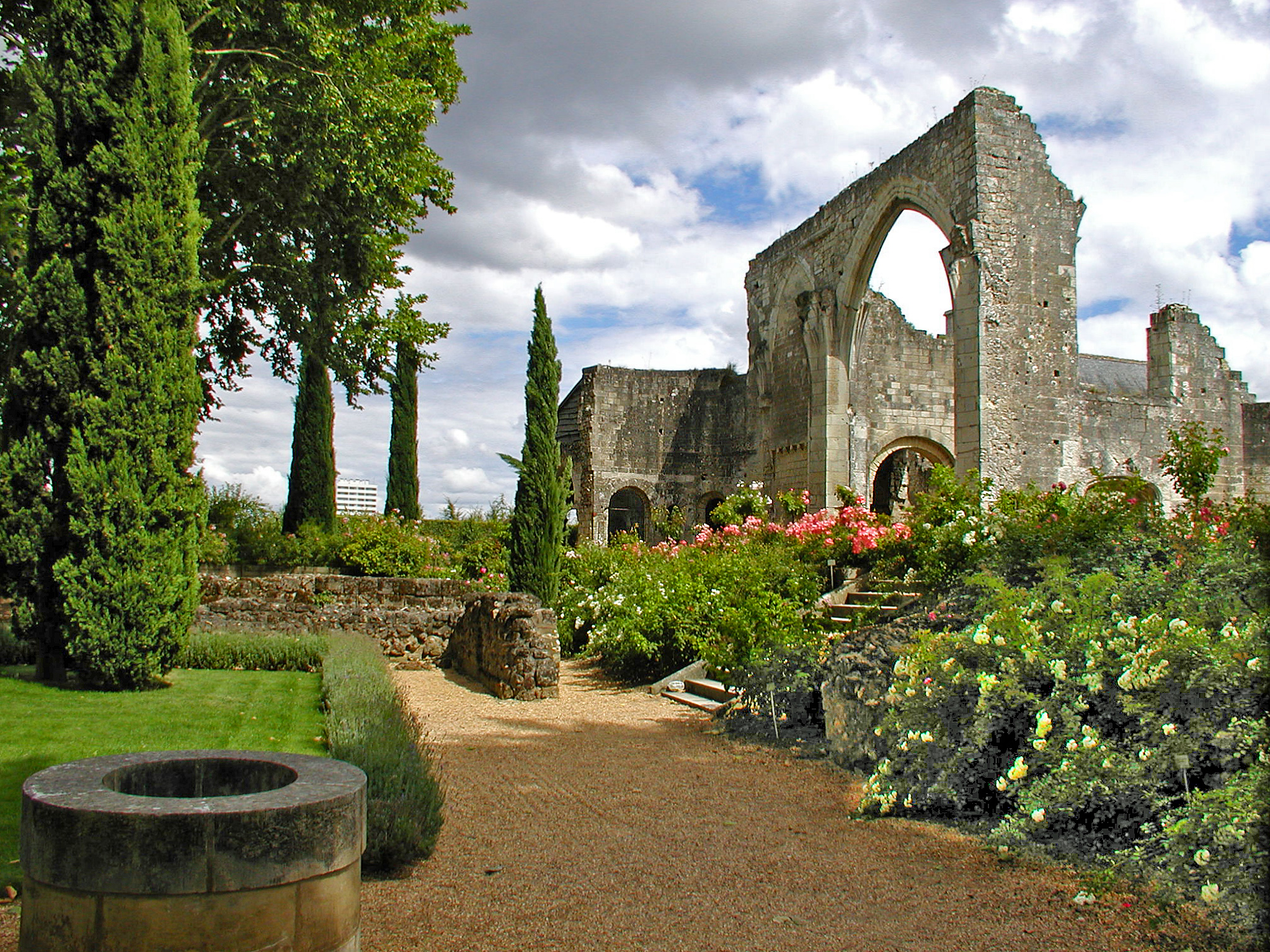
Tuin en kloosterkerk

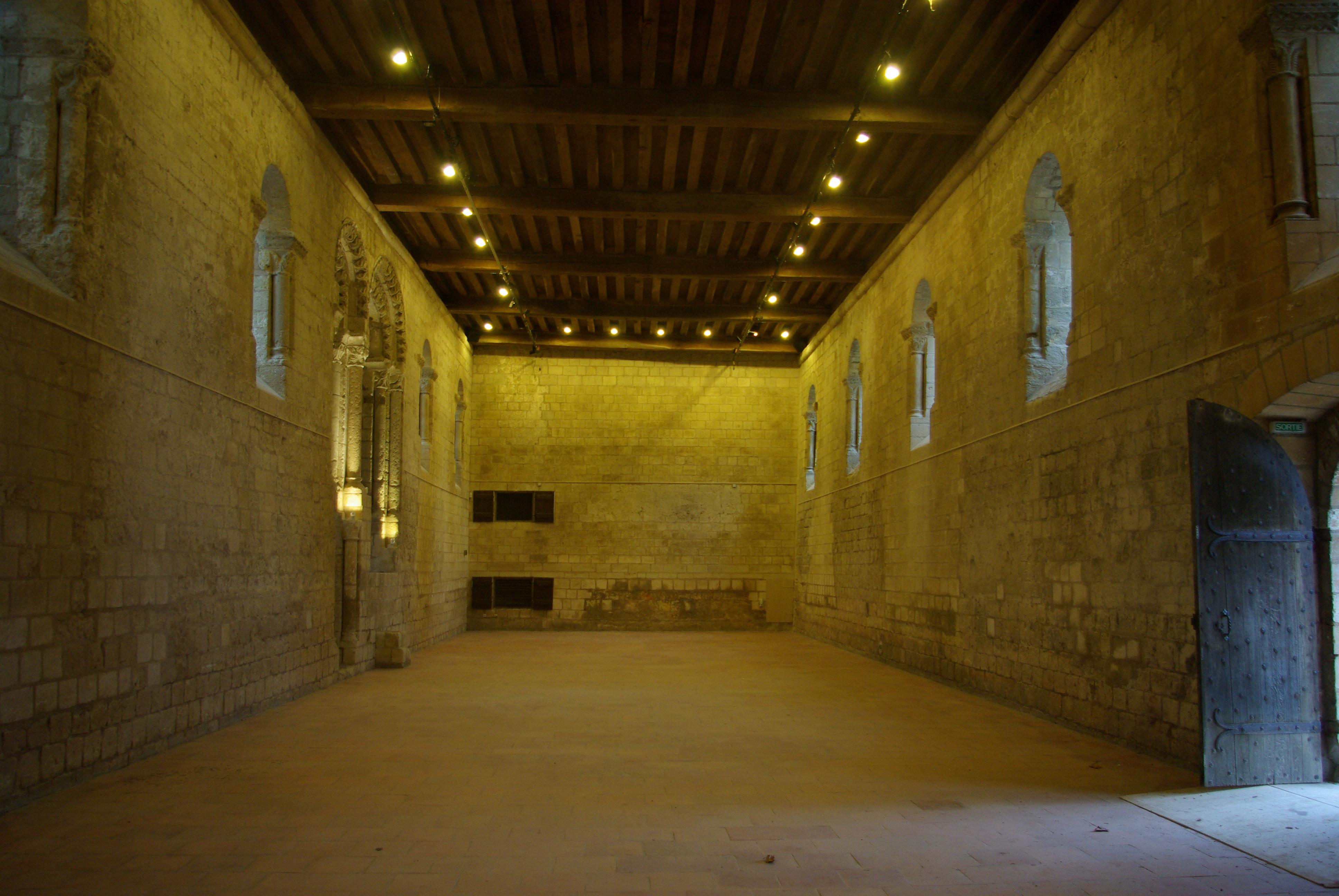
Eetzaal

De Sint-Cosmaspriorij  (Frans: Prieuré Saint-Cosme) is een voormalige klooster van reguliere kanunniken in de Franse gemeente La Riche op een voormalig eiland in de Loire. Het werd gesticht in de 11e eeuw en gewijd aan Sint-Cosmas. De Franse renaissancedichter Ronsard bracht er de laatste twintig jaar van zijn leven door als commendatair prior. In het priorhuis waar hij verbleef is een museum over hem ingericht. Voorts zijn op de site nog de romaanse eetzaal en delen van de kloosterkerk bewaard. De tuinen zijn opnieuw aangelegd.

## Geschiedenis
Het klooster werd gesticht aan het begin van de 11e eeuw door Hervé de Buzançais, schatbewaarder van het Sint-Maartenskapittel van Tours. Op het riviereiland dat hij als locatie koos, bezat het kapittel reeds een visserij. Na zijn dood  werd het klooster in cijns gegeven aan de abdij van Marmoutier. De monniken verstrekten er medische zorgen. Berengarius van Tours bracht er zijn levensavond door nadat hij in een leerstellig conflict was geraakt met de kerkelijke autoriteiten.
In 1092 nam het Sint-Maartenskapittel de site weer in handen en vestigde er een priorij voor vijf à zes reguliere augustijnerkanunniken. Het ging om seculiere kanunniken die de omslag wilden maken naar een gekloosterd leven. De medische traditie werd voortgezet en het was ook een pleisterplaats voor pelgrims op weg naar Santiago de Compostella. In de periode van 1130 tot 1220 kwam het klooster tot bloei. Koning Hendrik II van Engeland liet in 1187 toe dat de verbannen aartsbisschop van Trier, Folmar van Karden, er verbleef.
Midden 13e eeuw liep de bloeiperiode ten einde en doorheen de Honderdjarige Oorlog kende de Sint-Cosmaspriorij een ernstige neergang. Vanaf 1480 volgde een herstel, zij het onder een commendatair regime. De priors werden aangesteld door de koning en de ambten van onderprior, aalmoezenier en koster deden hun intrede. Met de steun van Agnès Sorel en Lodewijk X kwamen er uitbreidingen en verbouwingen in gotische stijl. Een ophoging van het terrein voorkwam overstromingen. Het gasthuis werd opgeheven.
In 1562 werd de priorij aangevallen door Hugenoten. In deze periode was Charles de Ronsard prior in commendam. Van 1565 tot 1585 werd dit ambt uitgeoefend door zijn broer Pierre de Ronsard, dichter verbonden aan het koninklijk hof. In het priorhuis ontving hij hoog bezoek van Catharina de' Medici, haar zoon Karel IX, en de toekomstige koning Hendrik III. Ronsard werd begraven in het koor, waar zijn graf in 1933 is teruggevonden.
Vanaf 1605 brak een fase van langzame desintegratie aan. Er was geen gebrek aan bouwcampagnes, maar het gemeenschapsleven viel uiteen en de site ging meer als een gehucht functioneren. Vooral de familie La Chétardie drukte er in deze periode haar stempel. Het eindsignaal kwam in 1742 met de opheffing van de priorij. Veel gebouwen werden gesloopt, waaronder de originele 11e-eeuwse kerk, die tot dan met zorg in stand was gehouden.
Aartsbisschop Bernardin de Rosset de Fleury nam het domein in gebruik als zomerverblijf en na hem de generaliteitsintendant Du Cluzel. Tijdens de Franse Revolutie werd de priorij genationaliseerd en verkaveld. De religieuze gebouwen kregen nieuwe bestemmingen en het geheel werd een dorp van voornamelijk tuinbouwers.
Door toedoen van markiezin Aliette de Maillé werden de kerk en het priorhuis in 1925 aangekocht door de Fondation pour la sauvegarde de l'art français. De site kreeg toen ook bescherming als monument historique. Helaas leden de kloostergebouwen in 1944 aanzienlijke schade bij Amerikaanse bombardementen op de nabijgelegen spoorwegbrug.
De eetzaal werd in 1947 gerestaureerd en in 1951 schonk de erfgoedstichting het domein aan het departement Indre-et-Loire. Dat jaar werd de priorij ook opengesteld voor het publiek. De figuur van Ronsard werd centraal geplaatst. Tegen 1988 werden de tuinen in ere hersteld.
In de 21e eeuw werden in de priorij diverse cultureel-artistieke initiatieven ontplooid. De Franse letterkundige Daniel Leuwers bracht er een collectie 'arme boeken' onder. In 2011 werd de eetzaal voorzien van veertien glas-in-loodramen ontworpen door de schilder Zao Wou-Ki. De affichekunstenaar Ernest Pignon-Ernest hield er in 2013 de tentoonstelling Extases. Daarnaast werd het verleden van de site verhelderd door archeologische opgravingen die plaatsvonden van juni 2009 tot januari 2010.

## Beschrijving
De voornaamste overblijfselen zijn het priorhuis, de eetzaal en de ruïne van de 12e-eeuwse kerk. Het priorhuis heeft op de zijkant een erker in vakwerk. De kerkruïne ten noorden daarvan bestaat uit twee traveeën van de kooromgang, twee straalkapellen en resten van de zuidelijke transeptarm. Voorts zijn er nog enkele 16e-eeuwse gebouwen. Van de 11e-eeuwse kerk zijn fundamenten bewaard.
Op de site zijn verschillende tuinen aangelegd. Er groeien tweehonderd soorten rozen, naast lavendel, lelies, irissen, pioenrozen en struiken.

## Voetnoten
1. ↑  Sharon Farmer, Communities of Saint Martin. Legend and Ritual in Medieval Tours, Cornell University Press, 2019, p. 193
2. ↑  Ancien prieuré de Saint-Cosme, Base Mérimée (bezocht 18 augustus 2025)

- Système universitaire de documentation: 139494421
- Virtual International Authority File: 149186593